# Volucella
Genre
Volucella (les volucelles) est un genre d'insectes diptères du sous-ordre des brachycères (mouches muscoïdes aux antennes courtes), de la famille des Syrphidae, de la sous-famille des Eristalinae.
Les espèces de ce genre se reconnaissent à l'arista plumeuse présente sur leurs antennes, à leur taille importante en moyenne ainsi qu'à leur face jaune.

## Liste d'espèces
Selon Fauna Europaea (6 décembre 2021) : 
- Volucella bombylans (Linnaeus, 1758)
- Volucella elegans Loew, 1862
- Volucella inanis (Linnaeus, 1758)
- Volucella inflata (Fabricius, 1794)
- Volucella pellucens (Linnaeus, 1758)
- Volucella zonaria (Poda, 1761)

Selon ITIS (29 décembre 2014) :
- Volucella bombylans (Linnaeus, 1758)
- Volucella dracaena Curran
- Volucella tricincta Bigot